# Ljuberzy
Ljuberzy (russisch Лю́берцы) ist eine russische Großstadt mit 172.525 Einwohnern (Stand 14. Oktober 2010) in der Oblast Moskau. Sie liegt rund 20 km südöstlich von Moskau, unmittelbar vor dessen Stadtgrenze. Weitere benachbarte Städte sind Kotelniki und Dserschinski, außerdem grenzen die Siedlungen Tomilino und Kraskowo an Ljuberzy an.

## Geschichte
Die ersten Erwähnungen des Ortes gab es in Dokumenten des Jahres 1621; dort wurde Ljuberzy als ein Dorf namens Liberizy geführt, was wiederum vom Vornamen Liber abgeleitet werden könnte. Noch bis ins 19. Jahrhundert hinein war die Ortschaft landwirtschaftlich geprägt. Im Laufe der Zeit wechselte das dortige Land seine Besitzer und gehörte in der ersten Hälfte des 18. Jahrhunderts dem Militär und Staatsmann Alexander Menschikow, später zeitweise dem Zaren Peter III.

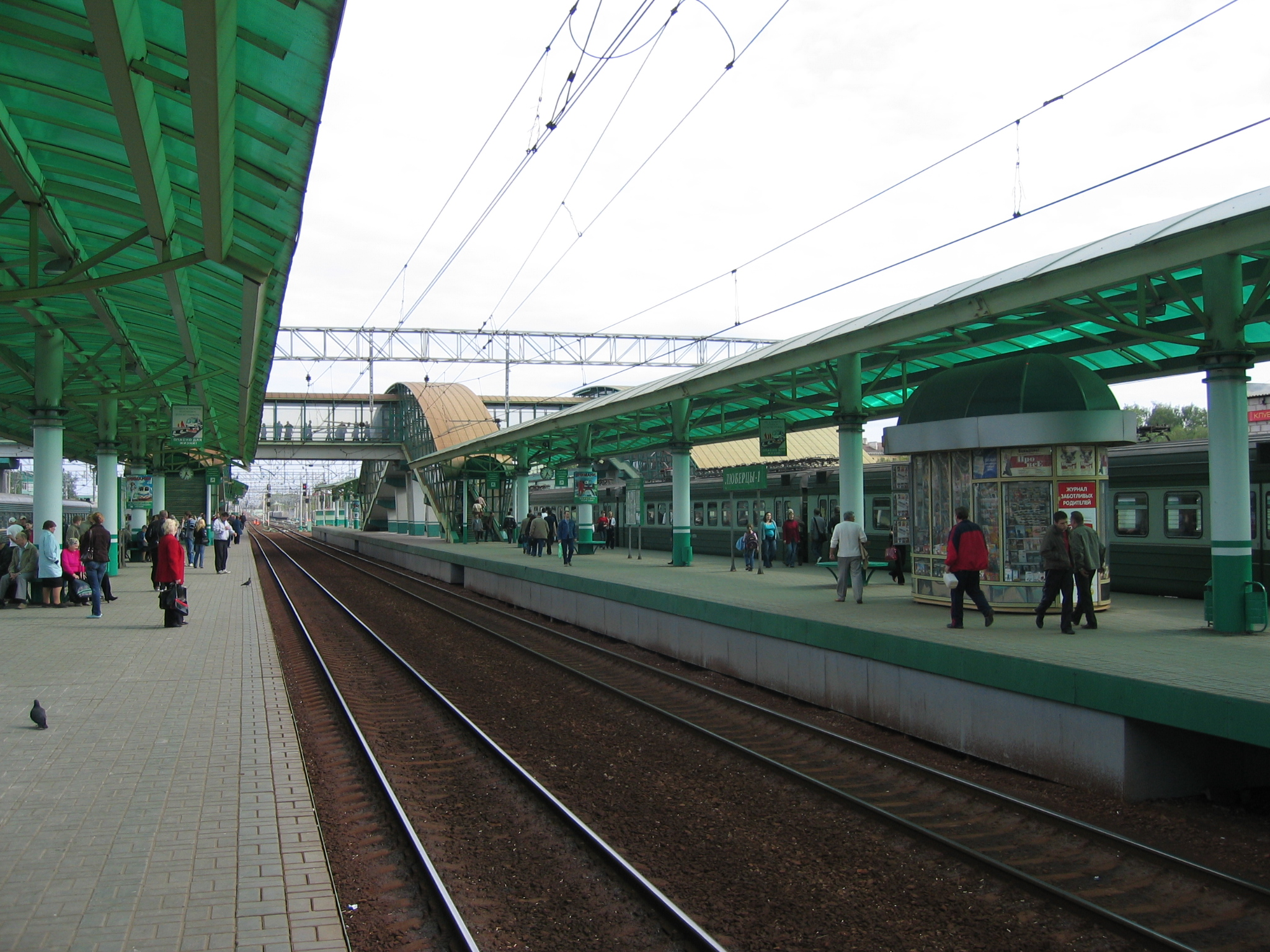
Der Hauptbahnhof von Ljuberzy

Eine nennenswerte Entwicklung erfuhr Ljuberzy ab dem späten 19. Jahrhundert, als einerseits die Bevölkerung Moskaus stark anstieg und gleichzeitig das nahe an Moskau gelegene Ljuberzy mit der Verlegung der strategisch wichtigen Eisenbahnlinie Moskau–Rjasan–Kasan eine günstige Verkehrsanbindung erhielt. Seitdem entwickelte es sich zu einer Satellitenstadt von Moskau, in der neben zahlreichen Sommerdatschen auch große Wohnviertel und mehrere Industriebetriebe entstanden.
Den Stadtstatus erhielt Ljuberzy im Jahr 1925. In den 1930er-Jahren wurden zudem mehrere angrenzende Ortschaften nach Ljuberzy eingemeindet. Gegen Ende der 1980er-Jahre war die Stadt das Zentrum der Ljubery, einer aggressiv-antiwestlichen Bewegung.

### Bevölkerungsentwicklung
| Jahr | Einwohner |
| ---- | --------- |
| 1926 | 10.000    |
| 1939 | 46.491    |
| 1959 | 93.255    |
| 1970 | 139.401   |
| 1979 | 159.563   |
| 1989 | 165.478   |
| 2002 | 156.691   |
| 2010 | 172.525   |

Anmerkung: Volkszählungsdaten (1926 gerundet)

## Wirtschaft
Die Stadt gilt heute weniger als Datschenvorort, sondern vielmehr als große Industriestadt. Unter den zwei Dutzend Industrieobjekten in Ljuberzy sind vor allem Betriebe des Maschinenbaus zu nennen (darunter ein Hubschrauberwerk des Konstruktionsbüros Kamow sowie mehrere Fabriken, die sich auf die Herstellung landwirtschaftlicher Anlagen spezialisiert haben), ferner Betriebe der Holzverarbeitung und der Leicht- und Nahrungsmittelindustrie. Ebenso spielt auch die Landwirtschaft eine bedeutende Rolle in Ljuberzy, darunter der Agrargroßbetrieb Belaja Datscha. Eine beträchtliche Zahl der Stadtbewohner arbeitet im nahe gelegenen Moskau.

## Verkehr
Die Stadt verfügt über direkte Anbindungen an die Fernstraße M 5 und an die Moskauer Ringautobahn MKAD, über die auch Anschluss an eine Reihe weiterer Magistralen besteht. Zudem gilt Ljuberzy als Eisenbahnknotenpunkt, da im Bereich der Stadt die viel befahrene Bahnstrecke nach Arsamas (die manchmal als Teilabschnitt der Transsibirischen Eisenbahn genutzt wird) von der Strecke nach Kasan abzweigt. Insgesamt gibt es im Stadtgebiet vier Personenbahnhöfe. Der Hauptbahnhof, der beide Strecken bedient, heißt Ljuberzy-1. Von dort bestehen regelmäßige Verbindungen mit Nahverkehrszügen (auch Elektritschki genannt) nach Moskau.

## Söhne und Töchter der Stadt

Denkmal für Juri Gagarin vor der Berufsschule in Ljuberzy, die er 1949–1951 besuchte

- Michail Bytschkow (1926–1997), Eishockeyspieler
- Eleonora Wlassowa (1931–1914), Ballerina, Pädagogin
- Anatoli Pristawkin (1931–2008), Schriftsteller und Menschenrechtsaktivist
- Wiktor Gromakow (1939–2001), Bandyspieler und -trainer
- Wladimir Plawunow (* 1949), Bandyspieler und -trainer
- Alexander Tenjakow (* 1951), Bandyspieler und -trainer
- Alexander Bubnow (* 1955), Fußballspieler und -trainer
- Sergei Basulew (* 1957), Fußballspieler
- Wladimir Cholstinin (* 1958), Musiker, Gründer der Band Arija
- Igor Oleinikow (* 1958), Illustrator von Kinderbüchern
- Igor Wojewodin (* 1959), Schriftsteller, Journalist, Fernsehmoderator
- Sergei Abelzew (* 1961), Politiker
- Boris Jakemenko (* 1966), Politiker, einer der Leiter der Jugendorganisation Naschi
- Wassili Jakemenko (* 1971), Politiker, Gründer der Jugendorganisationen Iduschtschije wmeste und Naschi
- Pawel Jakowlew (* 1991), Fußballspieler
- Sergei Pochodajew (* 1998), Schauspieler
- Ilja Bykowski (* 2001), Fußballspieler

Außerdem ist Ljuberzy der Heimatort der bekannten russischen Band Ljube.